# Coelioxys insita
Coelioxys insita är en biart som beskrevs av Cresson 1872. Coelioxys insita ingår i släktet kägelbin, och familjen buksamlarbin. Inga underarter finns listade i Catalogue of Life.